# Dani Sordo
Daniel Sordo Castillo (Torrelavega, 2 de maio de 1983) é um piloto espanhol de ralis, participa do Campeonato Mundial de Rali (WRC).

## Carreira
Sordo começou no motocross aos 12 anos de idade, mas também experimentou o ciclismo de montanha, o karting e os carros de turismo. A sua estreia no WRC foi no Rali da Catalunha, em 2003 ao volante de um Mitsubishi Lancer Evo VII, acabando em 18º na geral. Ganhou o Campeonato de Juniores de Espanha nesse ano, tendo revalidado o título em 2004, tendo tido como experiência internacional nos ralis do WRC na Argentina, onde abandonou, na França, onde acabou em 13º lugar e na Espanha, onde acabou em 20º lugar.
Nesta última prova, trocou do Lancer Evo para um Citroën C2 S1600, e em 2005 aceitou fazer uma temporada inteira ao volante de um C2 no Campeonato do Mundo de Juniores com a equipa belga da Kronos Racing Team. Também mudou de co-pilotos, estando actualmente acompanhado por Marc Marti, antigo co-piloto do bicampeão mundial Carlos Sainz, que é o grande mentor de Sordo. As vitórias na Sardenha, Finlândia, Alemanha e Espanha levaram-lhe ao título Mundial de Juniores.
Este resultados fizeram despertar o interesse em Sordo para a equipa da Kronos Total Citroën, que estava a preparar o novo carro para o Mundial, o Citroën Xsara WRC, seria ele o terceiro piloto da equipa para a temporada de 2006. Os seus resultados iniciais e os podiums no Rali da Catalunha e no Rali de Monte Carlo, provaram que Sordo era um piloto a ter em conta, sendo mais tarde "promovido" a segundo piloto da equipa no Rali da Alemanha, juntamente com Sébastien Loeb e Xavier Pons.
A Citroën mais tarde anunciou que Sordo seria o segundo piloto oficial para a época de 2007, com Sébastien Loeb a liderar a equipa para um novo título mundial, mas desta vez ao volante do novo C4 em vez do antigo Xsara.

## Galeria

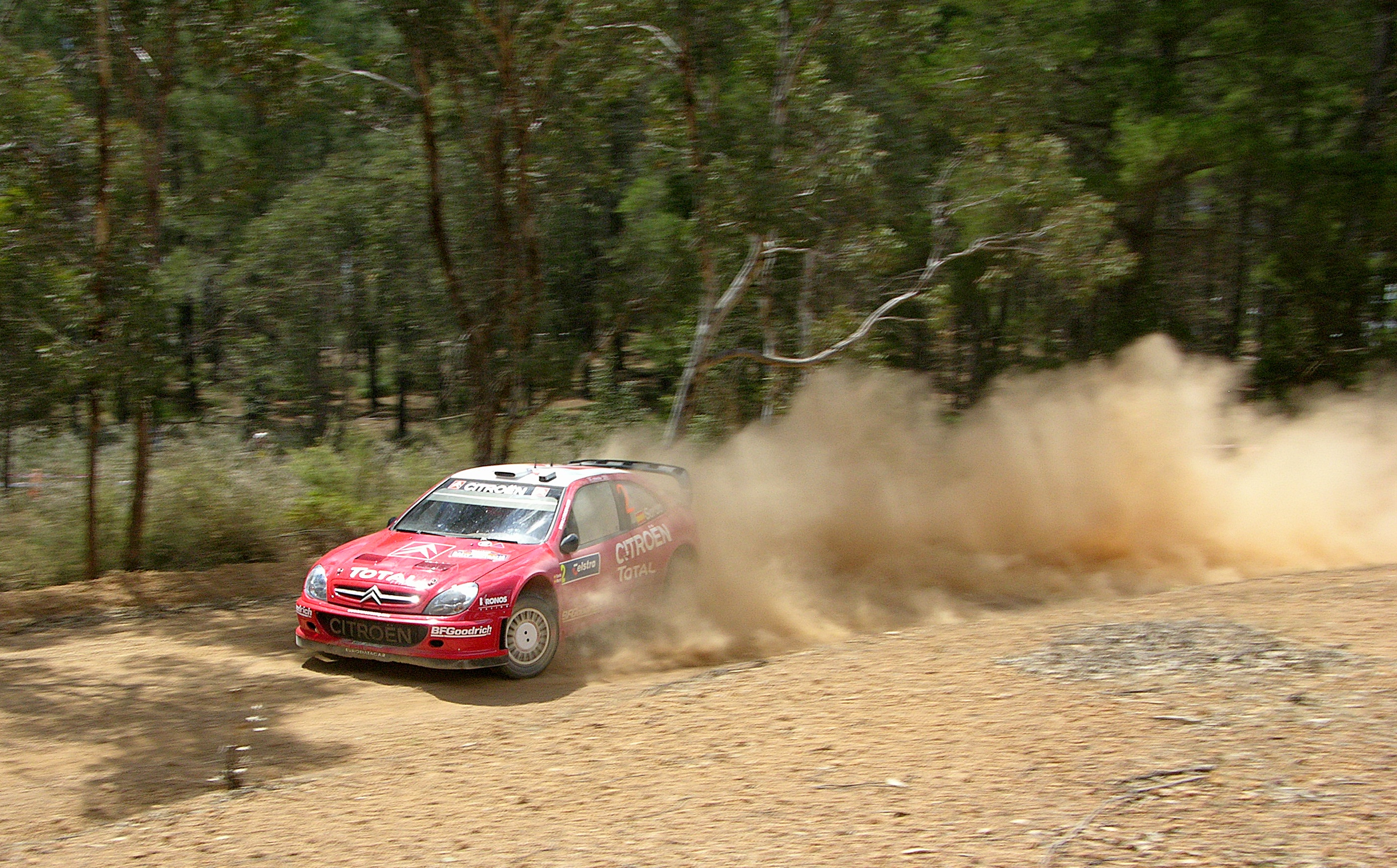
Rali da Austrália em 2006 com o Citroën Xsara WRC
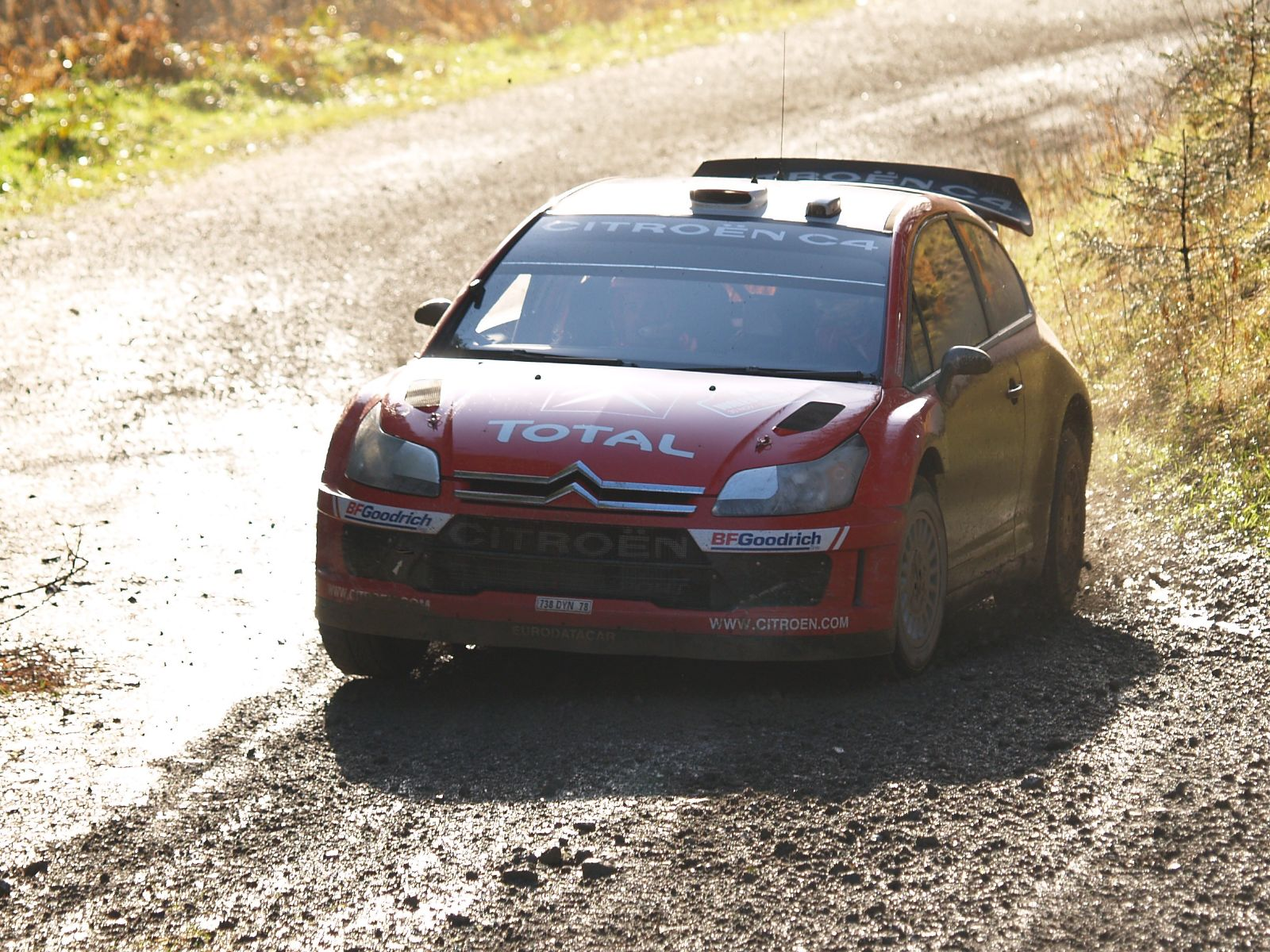
Rali da Grã-Bretanha em 2007 com o Citroën C4 WRC
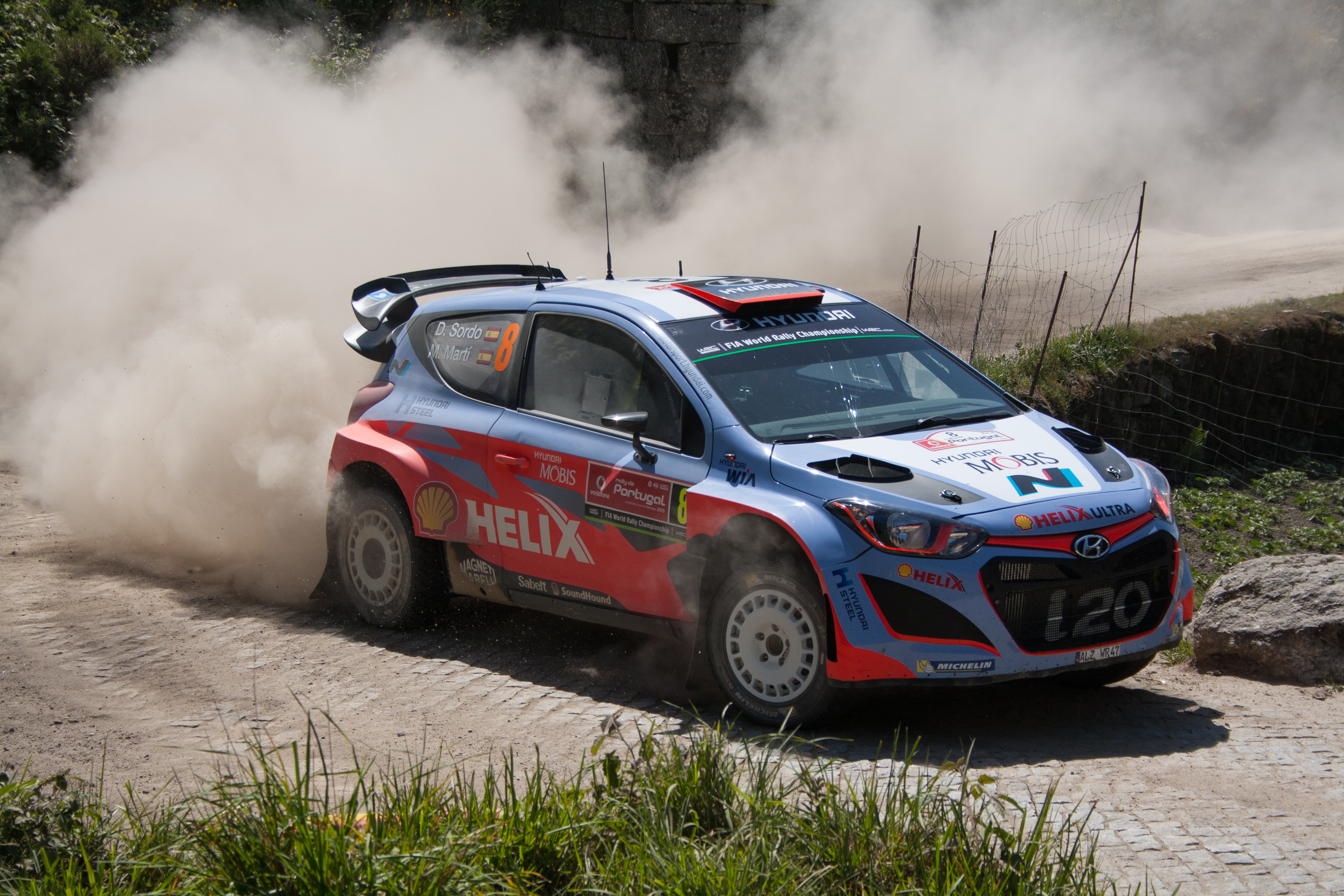
Sordo em 2015 com o Hyundai i20 WRC
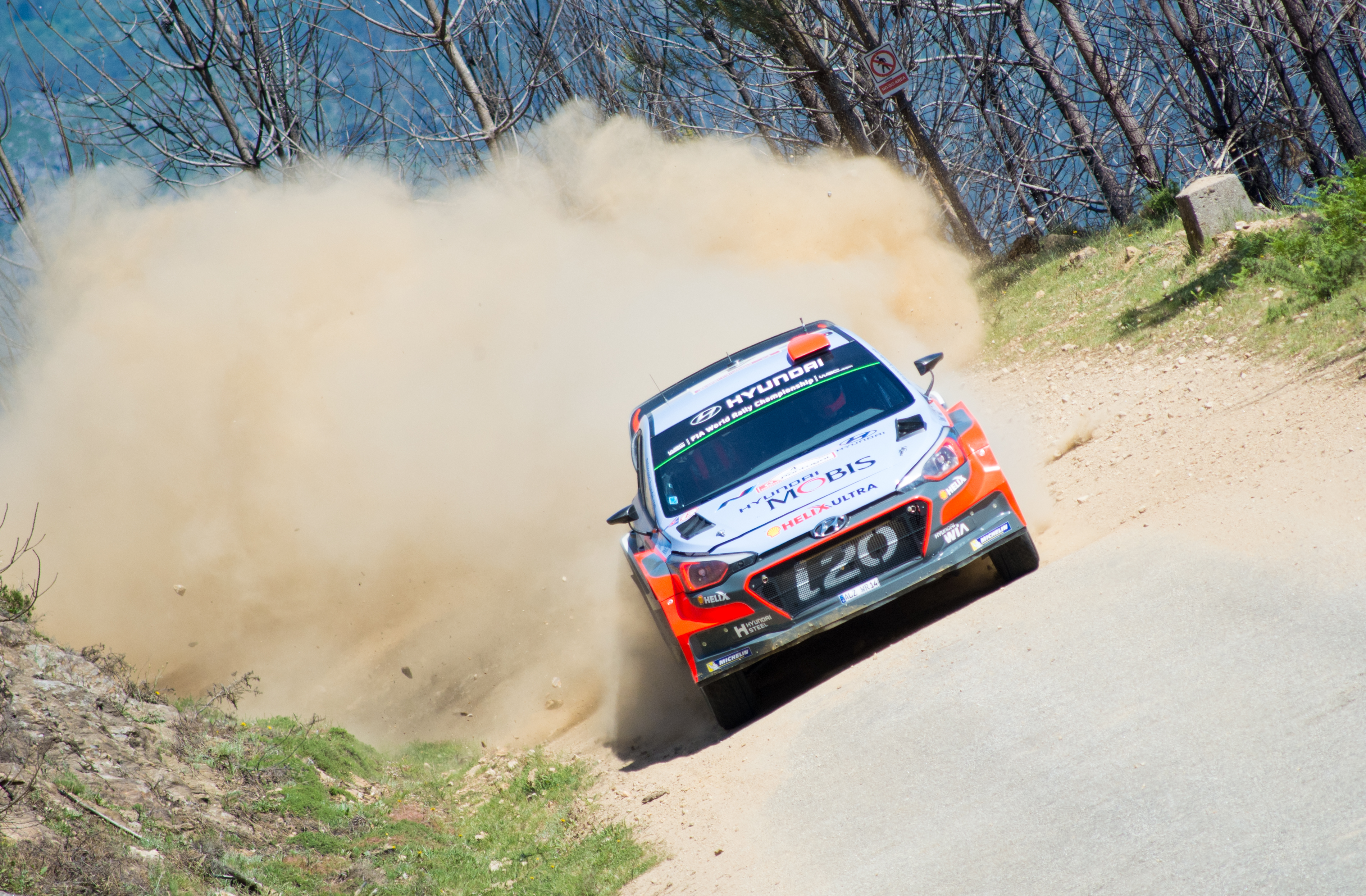
Sordo em 2016 com o Hyundai i20 WRC